# San Franciscan Nights
San Franciscan Nights är en låt av Eric Burdon and the Animals från 1967. Låten skrevs kollektivt av hela gruppen och lanserades som singel. Den kom att bli den största hitsingeln för den nya versionen av The Animals där endast Eric Burdon var originalmedlem.
Låten inleds med ett talat meddelande av Eric Burdon där han uppmanar europeiska ungdomar att spara ihop alla sina pengar och ta flygplan till San Francisco, så att de bättre kan förstå låten. Texten är en hyllning till staden och tidens hippieideal. Burdon noterar bland annat att "murar och medvetanden hamnar i rörelse", polisens ansikte "är fyllt av hat" och uppmanar polisen att "slappna av", samt infliker att den amerikanska drömmen inkluderar även indianer.
San Franciscan Nights har senare spelats in som cover av Harpo.

## Listplaceringar
| Lista (1967)   | Position              |
| -------------- | --------------------- |
| Australien     | 4 (Go Set)            |
| Finland        | 29                    |
| Irland         | 16                    |
| Kanada         | 1 (RPM)               |
| Nederländerna  | 5                     |
| Nya Zeeland    | 7 (NZ Listner)        |
| Storbritannien | 7 (UK Singles Chart)  |
| USA            | 9 (Billboard Hot 100) |
| Västtyskland   | 20                    |